# アフマド・ショバイル
アフマド・アブドルアジズ・ショバイル（アラビア語: أحمد عبد العزيز شوبير ; 1960年9月28日 - ） はエジプト、ガルビーヤ県、タンタ市出身の元サッカー選手。スポーツ解説者。現役時代は、アル・アハリSCでプレイ。サッカーエジプト代表にも選ばれた。ポジションはゴールキーパー 。
現役引退後に政界進出。ムバラク政権下で国民民主党の議員として活動していた。

## 人物・経歴

### 選手として
1980年、エジプト・プレミアリーグの名門・アル・アハリSCのユースチームからトップチームへ昇格。1984年に初出場を果たすと、守護神として7度のリーグ優勝と、5度のエジプト・カップ優勝などチームを数々のタイトルへと導いた。1997年に引退するまで一つのチームでプレーし続けたワンクラブマンである。

### 代表として
1984年からサッカーエジプト代表に選出。1994年以降、エサム・エル＝ハダリやネーダー・エル・サイードといった若手の台頭で正GKの座から離れるも、1996年まで出場を続けた。1990年には、FIFAワールドカップに出場した。キャップ数107は、歴代エジプト代表の中で11番目に多い。

### 引退後
1996年にアル・アハリを引退した後は、エジプトサッカー協会の副会長やエジプトオリンピック委員会の役員などを歴任した。現役引退後は、テレビなどにサッカー解説者として出演。
また、2005年にエジプト議会の選挙に、地元、ガルビーヤ県タンタ市から出馬し当選。ホスニー・ムバラク大統領政権下の与党国民民主党(エジプト)に所属していた。

## 栄誉
個人
- 1989年度アフリカ年間優秀選手賞(フランス・フットボール)7位
- 1990年度アフリカ年間優秀選手賞(フランス・フットボール)5位
- エジプト人最優秀ゴールキーパー賞を数回受賞
- アラブ最優秀ゴールキーパー賞(1987年、1989年、1996年)

国際大会
- 1986年アフリカネイションズカップ 優勝
- 1987年アフリカ競技大会 優勝
- 1990年FIFAワールドカップ 参加
- 1992年パンアラブ競技大会 優勝
- 1992年アラブカップ 優勝

アル・アハリSCとして
- エジプトリーグ 優勝 7回(1984年、1985年、1986年、1988年、1993年、1994年、1995年)
- エジプトサッカーカップ 優勝 5回(1984年、1988年、1990年、1991年、1992年)
- 1987年CAFチャンピオンズリーグ 優勝
- アフリカンカップウィナーズカップ 優勝 4回(1984年、1985年、1986年、1993年)
- 1996年アラブチャンピオンズリーグ優勝
- 1995年アラブ・カップウィナーズカップ優勝